# Apanteles metellus
Apanteles metellus är en stekelart som beskrevs av Nixon 1965. Apanteles metellus ingår i släktet Apanteles och familjen bracksteklar. Inga underarter finns listade i Catalogue of Life.